# Run Into Trouble
Run Into Trouble is een single van de Britse band Bastille en de Braziliaanse dj Alok. Het nummer verscheen in april 2022 als eerste single van het album Dreams of the Past.

## Muziekvideo
Een muziekvideo werd uitgebracht op 15 april 2022. Deze duurt drie minuten en twee seconden.